# Sumpflerche

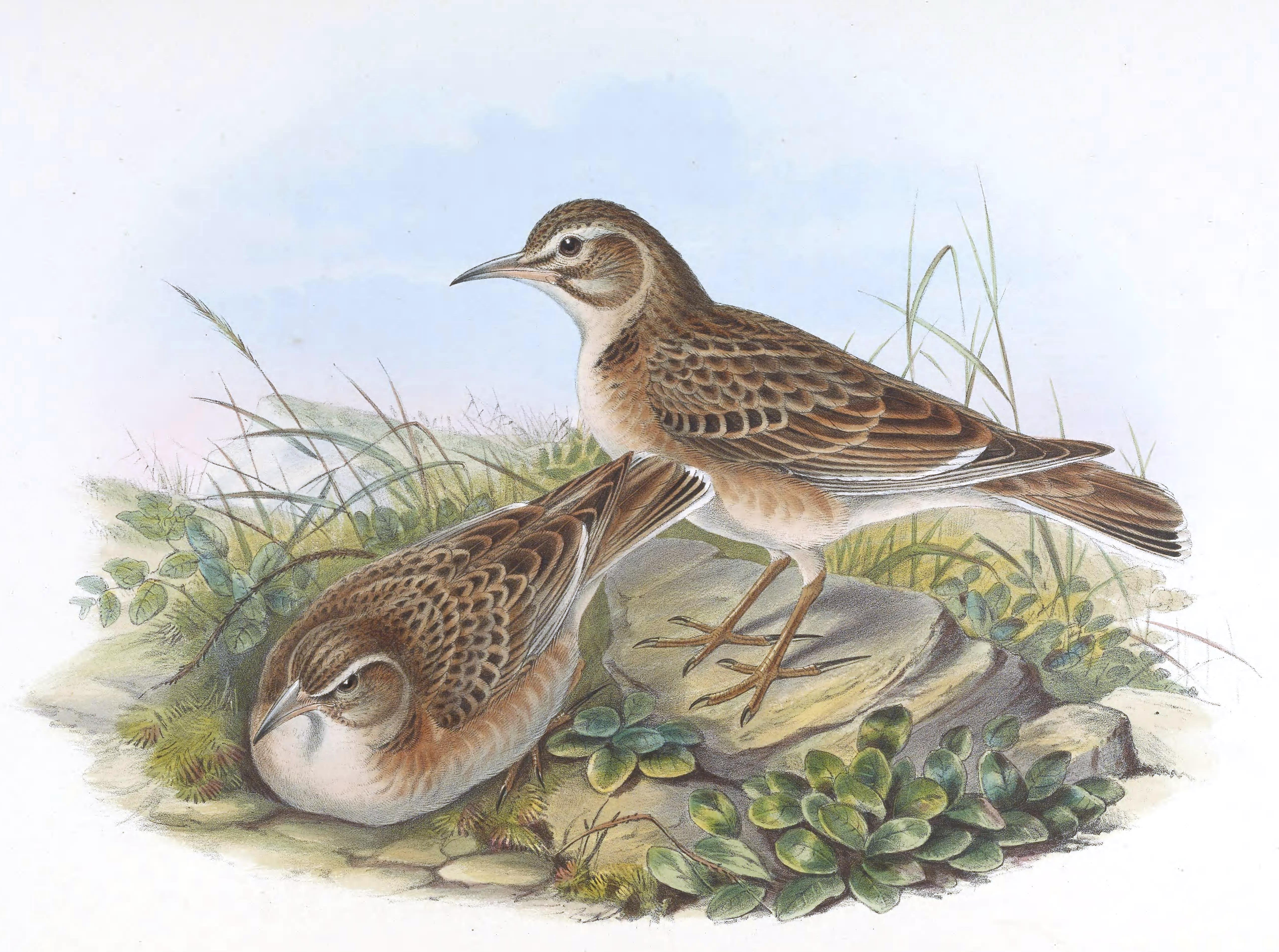
Zeichnung zweier Sumpflerchen

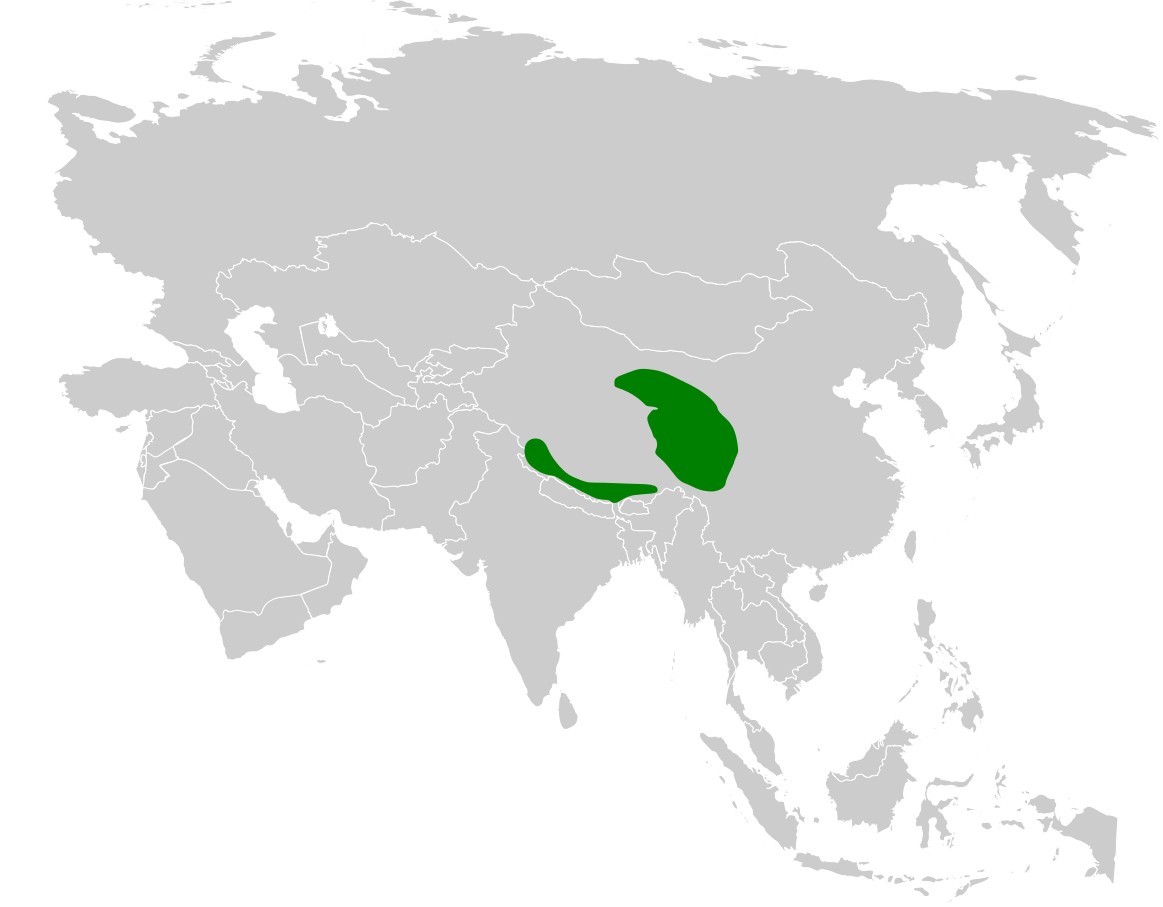
Verbreitungsgebiet der Sumpflerche

Die Sumpflerche (Melanocorypha maxima), auch Riesensumpflerche genannt, ist eine große, helle Art aus der Familie der Lerchen. Gemeinsam mit der Wüstenläuferlerche ist sie die größte Art innerhalb dieser Familie. Ihr Verbreitungsgebiet ist Zentralasien. Es werden zwei Unterarten unterschieden.
Die Bestandssituation der Sumpflerche wird von der IUCN mit „ungefährdet“ (least concern) eingestuft.

## Merkmale
Die Sumpflerche erreicht eine Körperlänge von 19 bis 23 Zentimetern, wovon 8,3 bis 9,3 Zentimeter auf den Schwanz entfallen. Der Schnabel ist vom Stirnfederansatz aus gemessen 2,1 bis 2,4 Zentimeter lang. Es besteht kein auffallender Geschlechtsdimorphismus.
Die Körperoberseite ist hellbraun, wobei Kopf und Bürzel einen etwas rötlicheren Ton haben. Der Nacken ist gräulich weiß mit sehr feinen rötlichen Stricheln. Der Kopf ist sehr hell, der weißliche Augenring und der Überaugenstreif fallen kaum auf. Die Körperunterseite ist weißlich und nahezu ohne andersfarbige Abzeichen. Lediglich die Flanken und der Bauch wirken leicht bräunlich. Die Unterschenkel sind auffallend dicht befiedert. An den Kropfseiten finden sich kleine schwarze Flecken, die dicht nebeneinander liegen. Die Schwingen sind dunkelbraun, die Armschwingen haben außerdem weiße Spitzen. Das mittlere Steuerfederpaar ist dunkelbraun, die zweiten bis vierten Steuerfedern haben weiße Spitzen, die fünfte Steuerfeder hat eine überwiegend weiße Außenfahne und die sechste und äußerste Steuerfeder ist bis auf einen keilförmigen Fleck weiß. Der Schnabel ist hell hornfarben mit einer schwärzlichen Spitze, die Iris ist braun.

## Verwechselungsmöglichkeiten
In ihrem Verbreitungsgebiet ist die Sumpflerche durch ihre Größe, ihr Kropfband und den Weißanteil bei den Schwingen und den Steuerfedern unverwechselbar. Sie hat allerdings eine Ähnlichkeit mit der Kalanderlerche. Diese auch in Südeuropa vorkommende Lerchenart kommt jedoch nicht östlicher als Turkmenistan vor. Die Weißflügellerche, die bis in den Südwesten der Mongolei vorkommt, hat dagegen einen kürzeren Schnabel.

## Verbreitungsgebiet und Lebensraum
Das Verbreitungsgebiet der Sumpflerche liegt etwa zwischen dem 27. und 50. nördlichen Breitengrad und dem 76. bis 108. östlichen Längengrad. Zum Verbreitungsgebiet gehören entsprechend der Osten Afghanistans, Kaschmir, Tibet, Nepal, Sikkim, der Norden von Bhutan sowie Teile des Zentralgebietes und des Westens Chinas.
Die Sumpflerche ist ein Charaktervogel des tibetischen Hochplateaus. Sie besiedelt hier feuchte Wiesen, sumpfige Senken und Moore. Ihre Höhenverbreitung erreicht in Sikkim 3600 Höhenmeter und in Ladakh 4600 Höhenmeter.

## Lebensweise
Die Sumpflerche ist nach Einschätzung von Rudolf Pätzold die einzige Lerchenart, die auch durch flache Wasserstellen läuft.
Während der Brutzeit verteidigt sie ihr Revier sehr aggressiv. Sie greift bei ihrer Revierverteidigung auch andere Vogelarten wie Rotschenkel, Regenpfeifer und Möwen an. Gegenüber Schafen, Yaks und Menschen verteidigt sie ihr Revier durch Angriffe im Sturzflug.
Wie alle Lerchen ist die Sumpflerche ein Bodenbrüter. Sie baut ihr Nest auf kleinen Grasbülten inmitten von Mooren, aber ebenso auf kleinen Erhebungen auf flachen durchnässten Uferwiesen. Das Nest wird allein vom Weibchen gebaut, dagegen versorgen beide Elternvögel die Jungvögel. Das Gelege umfasst zwei bis drei Eier. Es sind die größten Eier innerhalb der Familie der Lerchen. Sie sind so groß wie die Eier einer Singdrossel und haben ein Frischvollgewicht von 5,7 Gramm. Sie haben eine blassgelbe bis bräunliche Grundfarbe und sind dicht mit kleinen dunklen Flecken überzogen. Es werden zwei Bruten pro Jahr großgezogen.

## Einzelbelege
1. ↑  Pätzold: Kompendium der Lerchen. S. 236.
2. ↑  Pätzold: Kompendium der Lerchen. S. 232.
3. 1 2  Pätzold: Kompendium der Lerchen. S. 235.
4. ↑  Pätzold: Kompendium der Lerchen. S. 234.